# Georges Bereta
Georges Bereta (Saint-Étienne, Francia, 15 de mayo de 1946-L'Étrat, 4 de julio de 2023) fue un futbolista francés de ascendencia polaca que se desempeñó como delantero. De 1966 a 1974, jugó para el Saint-Étienne antes de fichar por el Marsella hasta que se retiró en 1978.

## Equipos
| Equipo                         | País                | Años                | PJ  | Goles |
| ------------------------------ | ------------------- | ------------------- | --- | ----- |
| AS Saint-Étienne               | Francia             | 1966-1974           | 158 | 126   |
| Olympique de Marsella          | Francia             | 1974-1978           | 71  | 41    |
| Selección de fútbol de Francia | Francia             | 1967–1975           | 44  | 4     |
| Total en su carrera            | Total en su carrera | Total en su carrera | 483 | 82    |

## Palmarés
| Título                     | Club                  | Año  |
| -------------------------- | --------------------- | ---- |
| Ligue 1                    | AS Saint-Étienne      | 1967 |
| Supercopa de Francia       | AS Saint-Étienne      | 1967 |
| Copa de Francia            | AS Saint-Étienne      | 1968 |
| Ligue 1 (2.º)              | AS Saint-Étienne      | 1968 |
| Ligue 1 (3.º)              | AS Saint-Étienne      | 1969 |
| Supercopa de Francia (2.º) | AS Saint-Étienne      | 1969 |
| Copa de Francia (2.º)      | AS Saint-Étienne      | 1970 |
| Ligue 1 (4.º)              | AS Saint-Étienne      | 1970 |
| Copa de Francia (3.º)      | AS Saint-Étienne      | 1974 |
| Ligue 1 (5.º)              | AS Saint-Étienne      | 1974 |
| Ligue 1 (6,º)              | AS Saint-Étienne      | 1975 |
| Copa de Francia (4.º)      | Olympique de Marsella | 1976 |

### Distinciones
| Distinción                                  | Año         |
| ------------------------------------------- | ----------- |
| Jugador francés del año por France Football | 1973 y 1974 |